# Species inquirenda

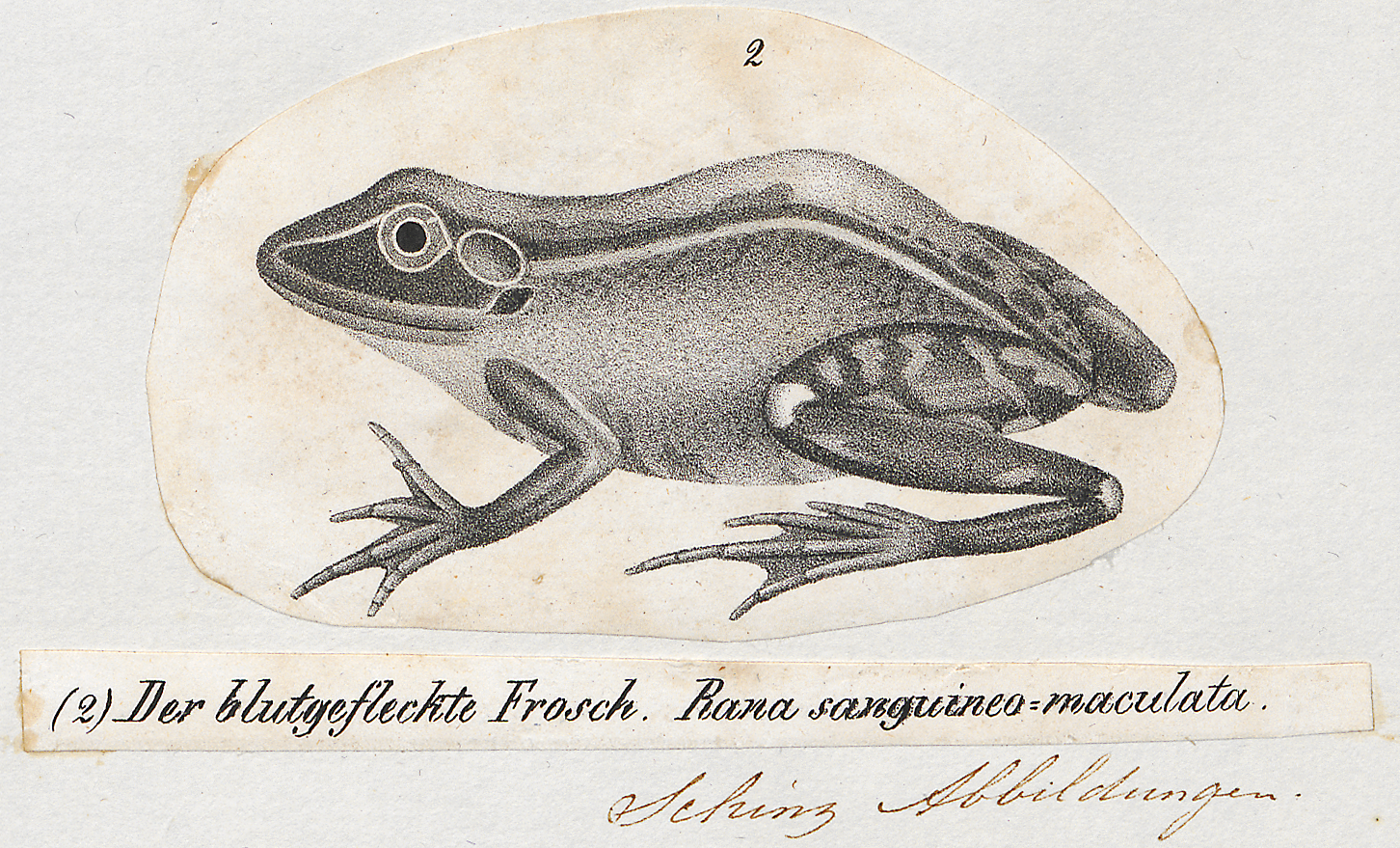
Rana sanguine-maculata est considérée comme une species inquirenda.

Dans la classification biologique, un species inquirenda est une espèce d'identité douteuse nécessitant une enquête plus approfondie. L'utilisation du terme dans la littérature biologique dans la langue anglaise remonte au moins au début du XIXe siècle.
Le terme taxon inquirendum a un sens plus large et fait référence à un taxon incomplètement défini dont la validité taxonomique est incertaine ou contestée par différents experts et où dont il est impossible d'identifier le taxon. Une caractérisation plus approfondie est alors nécessaire.
Certains noms d'espèces peuvent être désignés par des noms non placés, que Plants of the World Online définit comme « des noms qui ne peuvent pas être acceptés, ni mis en synonymie ». Les noms non placés peuvent être des noms qui n'ont pas été valablement publiés, des homonymes ultérieurs qui sont donc illégitimes, ou des espèces qui ne peuvent pas être acceptées parce que le nom de genre n'est pas accepté. Les noms d'espèces peuvent rester sans place s'il n'y a pas d'espèce acceptée dans un genre dans lequel ils peuvent être placés, ou si le matériel type de l'espèce n'est pas connu, est insuffisant pour établir une identité claire, ou n'a pas été étudié par des experts. dans le groupe afin de bien le placer.